# Israel i olympiska sommarspelen 2000
Israel deltog i de olympiska sommarspelen 2000 med en trupp bestående av 39 deltagare, 29 män och 10 kvinnor, och de tog totalt en medalj.

## Medaljer

### Brons
- Michael Kolganov - Kanotsport, K-1 500 m

## Brottning
Fjädervikt, grekisk-romersk
- Michael Beilin — 15:e plats

Mellanvikt, grekisk-romersk
- Gotsha Tsitsiashvili — 6:e plats

Supertungvikt, grekisk-romersk
- Yuri Evseitchik — 4:e plats

## Friidrott
Herrarnas 100 meter
- Tommy Kafri
  - Omgång 1 — 10.43 (→ gick inte vidare)

Herrarnas 200 meter
- Gidon Jablonka
  - Omgång 1 — 20.92 (→ gick inte vidare))

Herrarnas 4 x 100 meter stafett
- Kfir Golan, Gidon Jablonka, Tommy Kafri, Aleksandr Porkhomovskiy (reserv: Miki Bar Yehoshua)
  - Omgång 1 — 39.76 (→ gick inte vidare)

Herrarnas tresteg
- Rogel Nachum
  - Kval — 16.39 (→ gick inte vidare)

Herrarnas höjdhopp
- Konstantin Matusevich
  - Qualifying — 2.27
  - Final — 2.32 (→ 5:e plats)

Herrarnas stavhopp
- Aleksandr Averbukh
  - Kval — 5.65
  - Final — 5.50 (→ 10:e plats)
- Danny Krasnov
  - Kval — 5.55 (→ gick inte vidare)

## Fäktning
Damernas florett
- Ayelet Ohayon

## Gymnastik
Damernas individuella rytmiska
- Or Tokayev - 14:e plats (→ gick inte vidare)

## Judo
Herrarnas lättvikt (-73 kg)
- Gil Ofer

Herrarnas halv tungvikt (-100 kg)
- Arik Ze'evi - 5:e plats

Damernas lättvikt (-57 kg)
- Orit Bar'on

## Kanotsport
Sprint
Herrar
Herrarnas K-1 500 m
- Michael Kolganov
  - Kvalheat — 1:40,275
  - Semifinal — 1:40,426
  - Final — 1:59,563 (→  Brons)

Herrarnas K-1 1000 m
- Michael Kolganov
  - Kvalheat — 3:35,487
  - Semifinal — 3:37,439
  - Final — 3:35,099 (→ 4:e plats)

Herrarnas K-2 500 m
- Rami Zur, Roei Yellin
  - Kvalheat — 1:34,774
  - Semifinal — 1:34,241 (→ gick inte vidare)

Herrarnas K-2 1000 m
- Rami Zur, Roei Yellin
  - Kvalheat — 3:20,913
  - Semifinal — 3:22,634 (→ gick inte vidare)

Damer
Damernas K-1 500 m
- Lior Carmi, Larissa Peisakhovitch
  - Kvalheat — 1:48,647
  - Semifinal — 1:48,120 (→ gick inte vidare)

## Segling
| Gren    | Deltagare                      | Lopp | Resultat   | Referens |
| ------- | ------------------------------ | --- | ---------- | -------- |
| Mistral | Amit Inbar                     | - Lopp 1 — 3 - Lopp 2 — 13 - Lopp 3 — (14) - Lopp 4 — 13 - Lopp 5 — 13 - Lopp 6 — 5 - Lopp 7 — (37) OCS - Lopp 8 — 4 - Lopp 9 — 13 - Lopp 10 — 4 - Lopp 11 — 11 - Final — 79 (→ ) | 7:e plats  |          |
| 470     | Elad Ronen och Eli Zukerman    | - Lopp 1 — 3 - Lopp 2 — 12 - Lopp 3 — 12 - Lopp 4 — (30) DCS - Lopp 5 — 19 - Lopp 6 — 11 - Lopp 7 — 10 - Lopp 8 — 16 - Lopp 9 — (23) - Lopp 10 — 7 - Lopp 11 — 9 - Final — 99     | 13:e plats |          |
| Mistral | Michal Hein                    | - Lopp 1 — 11 - Lopp 2 — 8 - Lopp 3 — (21) - Lopp 4 — 14 - Lopp 5 — 14 - Lopp 6 — (30) DSQ - Lopp 7 — 11 - Lopp 8 — 13 - Lopp 9 — 18 - Lopp 10 — 10 - Lopp 11 — 16 - Final — 11   | 14:e plats |          |
| 470     | Anat Fabrikant och Shani Kedmi | - Lopp 1 — 7 - Lopp 2 — 12 - Lopp 3 — 1 - Lopp 4 — (15) - Lopp 5 — 3 - Lopp 6 — 5 - Lopp 7 — 3 - Lopp 8 — (14) - Lopp 9 — 9 - Lopp 10 — 2 - Lopp 11 — 8 - Final — 50              | 4:e plats  |          |